# Państwowa Szkoła Zawodowa Góralskiej Sztuki Ludowej
Państwowa Szkoła Zawodowa Góralskiej Sztuki Ludowej – nazwa nadana przez działaczy niemieckiej akcji germanizacyjnej Goralenvolk przedwojennej Państwowej Szkole Przemysłu Drzewnego w Zakopanem, która pod tą nazwą funkcjonowała od 1918 do 1939 roku. Przymiotnik „państwowe” otrzymało również Muzeum Tatrzańskie co w zamierzeniach kolaborantów miało stanowić namiastkę podhalańskiej suwerenności.
W 1940 Niemcy zaproponowali stanowisko dyrektora Stanisławowi Gąsienicy Sobczakowi „Johym” (1884-1942), który po kilku tygodniach zrezygnował na rzecz Jerzego („Jorga”) Śliwki, zostając jego zastępcą do spraw artystyczno-regionalnych do śmierci w 1942 roku.